# FC Senec
FC Senec a fost un club de fotbal din Senec, Slovacia. El a existat între anii 1994–2008. La finele sezonului 2007/2008 a fuzionat cu FK DAC 1904 Dunajská Streda.

## Denumiri anterioare
- 1990 - STK Senec
- 1992 - FK Koba Senec
- 1995 - FK VTJ Koba Senec
- 2002 - FK Koba Senec

## Palmares

### Domestic
- Corgoň Liga (1993–2008)
  - Cea mai bună clasare: 10th - 2000

- Cupa Slovaciei
  - Câștigător (1): 2002

- Supercupa Slovaciei
  - Câștigător (1): 2002

## Jucători notabili
| - Dušan Perniš - Ján Slovenčiak - Ján Novota - Tomáš Medveď - Ján Marcin - Stanislav Angelovič - Darko Matić - Ľubomír Guldan - Ivan Pecha - Ľubomír Michalík - Ján Papaj - Ján Šlahor - Youssef Moughfire - William Anane - Luciano Djim Ray - Erik Takáč - Zoltán Harsányi - Peter Hoferica - Vladimír Rožník - Radoslav Augustín - Attila Pinte - Gaúcho - Ľuboš Hanzel - Wilam Dogbe - Michal Gašparík - Awudu Okocha - Çakir Alparslan - Welker |

Format:Corgoň Liga